# Nana Foulland
Nana Foulland (New York, 21 ottobre 1995) è un ex cestista statunitense.